# سيرجي إنريك
سيرجي إنريك أميتيير (بالإسبانية: Sergi Enrich Ametller)‏ (مواليد 26 فبراير 1990 - مدينة منورقة ، إسبانيا) هو لاعب كرة قدم إسباني ، يلعب حاليًا لنادي إيبار الإسباني في مركز المهاجم الصريح.

## روابط خارجية
- سيرجي إنريك على موقع قاعدة بيانات كرة القدم.إي يو (الإنجليزية)
- سيرجي إنريك على موقع بيانات كرة القدم. دي إي (الألمانية)
- سيرجي إنريك على موقع Soccerbase.com (لاعب) (الإنجليزية)
- سيرجي إنريك على موقع Soccerway.com (الإنجليزية)
- سيرجي إنريك على موقع عالم كرة القدم.نت (الإنجليزية)
- سيرجي إنريك على موقع AS.com (الإسبانية)